# الهري (خنيفرة)
 لهري (بالإنجليزية: LEHRI)‏ هي جماعة قروية تابعة لإقليم خنيفرة ضمن جهة مكناس تافيلالت بالمغرب. بلغ مجموع عدد سكان  لهري حسب إحصاءات 2004 حوالي 9424 نسمة يعيشون في 1641 أسرة.